# 市原市保健センター
市原市保健センター（いちはらし ほけんせんたー）は、千葉県市原市更級にある地域保健法に基づく市町村保健センター。地域保健法に基づく保健所とは異なる。市原市子育てネウボラセンターを併設している他、敷地内には市原市立中央図書館、いちはら子ども未来館と市原市急病センターがある。
本記事では併設している市原市子育てネウボラセンターについても記述する。

## 概要
市原市北西部の五井地区に位置する。
保健センター
健康増進法による各種検診、各種予防接種や食品衛生に関する事柄などを取り扱う市原市が設置している施設である。市原市は地域保健法に基づく保健所政令市ではないため、この施設は保健所機能を持たない。なお、市原圏管轄の保健所は千葉県が設置している市原保健所（市原健康福祉センター）である。
子育てネウボラセンター
妊娠・出産・子育てまでの一通りの支援を行うための相談業務や各種支援事業を行う目的で市原市が設置している施設である。

## 沿革
- 1989年（平成元年） - 市原市保健センター開業[5]。

## 施設

### 敷地
敷地の詳細は以下の通りである。
| 所在地     | 千葉県市原市更級5丁目1番地27 |
| 所有者     | 市原市                       |
| 敷地面積   | 4,502m2                      |
| 用途地域   | 第二種住居地域               |
| 指定建蔽率 | 60%                          |
| 指定容積率 | 200%                         |
| 取得価格   | 489,590,000円                |

### 建物
敷地内の建物は以下の通りである。
| 棟番号 | 棟名称         | 構造 | 階数        | 延床面積  | 建築年 | 耐震   | 耐震       | Is値 | 備考 |
| ------ | -------------- | ---- | ----------- | --------- | ------ | ------ | ---------- | ---- | ---- |
| 001    | 保健センター   | RC造 | 地上3階建て | 1970.16m2 | 1989年 | 新基準 | 耐震性あり | -    |      |
| 002    | 校舎・園舎     | S造  | 地上2階建て | 44.56m2   | 1989年 | 新基準 | 耐震性あり | -    |      |
| 003    | 配電室・電気室 | S造  | 地上1階建て | 22.50m2   | 1989年 | 新基準 | 耐震性あり | -    |      |

## 近隣施設
- 市原市立中央図書館
- いちはら子ども未来館
- 市原市急病センター
- 市原市総合公園（上総更級公園）
- 市原市立五井小学校
- アリオ市原
- 五井東ショッピングセンター
- アクロスプラザ市原更級

## アクセス
- 五井駅から徒歩15分
- 小湊鐵道バス「保健センター・YOUホール前」で下車後西側。